# 潘帕斯區 (塔亞卡哈省)

潘帕斯區（西班牙語：Distrito de Pampas），是秘魯的一個區，位於該國中南部萬卡韋利卡大區的塔亞卡哈省，面積109.07平方公里，海拔高度3,276米，2005年人口12,269，人口密度每平方公里110人。
12°23′S 74°52′W / 12.383°S 74.867°W